# Gilberto Vendemiati
Gilberto Vendemiati, né le 27 mai 1940 à Ferrare (Émilie-Romagne), est un coureur cycliste italien, professionnel de 1963 à 1967.

## Palmarès
- 1961
  - Coppa Lanciotto Ballerini
  - Coppa Caduti Sanmartinesi
  - 8e étape du Tour de l'Avenir
  - 3e du Trofeo Napoleone Faina
- 1962
  - Tour de la Vallée d'Aoste :
    - Classement général
    - 1re étape

  - Turin-Mondovi
- 1965
  - 8e du Tour de Romagne

## Résultats sur les grands tours

### Tour de France
1 participation
- 1965 : 70e

### Tour d'Italie
3 participations
- 1963 : 52e
- 1964 : abandon
- 1965 : 45e